# Mânioasă
Mânioasă este o poezie scrisă de George Coșbuc.
Publicata, initial, in revista „Tribuna", din Sibiu, in 1889 si inclusa, apoi, in volumul „Balade si idile" (1893), poezia „Manioasa", de George Cosbuc se incadreaza in categoria operelor inspirate de erosul taranesc; din aceeasi clasa fac parte creatii cum ar fi: „Rea de plata", „Spinul", „Scara", „La oglinda", „Dusmancele", „Cantecul fusului" si altele.
In toate, vocea auctoriala nu se aude, fiind inlocuita de vocea/ vocile personajelor imaginate de poet. Aceasta ar fi prima particularitate a lirismului obiectiv cosbucian. l1g666lr42exi
```
 Tema poeziei o constituit iubirea ca eveniment etern repetabil, integrat in rotatia lumii. Autorul nu-si destainuie insa propriile sentimente (lirismul nu este direct, subiectiv), ci prezinta gandurile si framantarile unui tanar taran nedumerit de atitudinea fetei pe care o iubea. Aceasta ar fi a doua particularitate a lirismului obiectiv cosbucian.
  Structura: Poezia „Manioasa" este alcatuita din trei strofe ample, de cate 14 versuri, cu o rima ingenios combinata (incrucisata, imperecheata si monorima):
```

1. „Am sa merg mai inspre seara - a
2. Prin dumbravi, ca mai demult, - b
3. in privighetori sa-mi para — a
4. Glasul Linei ca-l ascult! - b
5. Mai stiu eu ce-as vrea s-ascult!.- b
6. Ca-n zori Lina sta-n portita, - c
7. Salta-n vant a ei altita, - c
8. Vantul ii salta-n cosita - c
9. Si-i facea floare-n obraz: - d
10. Eu mergeam la plug in laz - d
11. Si, cand trec, Lina s-ascunde - e
12. Nu-mi raspunde! - e
13. Si-o intreb si nu-mi raspunde — e
14. Si ma mir - ce i-am facut!" - b
Fiecare strofa se incheie cu versul „Si ma mir - ce i-am facut!" care constituie unul dintre laitmotivele textului.
Sensul exclamativ al acestui vers (caruia i se adauga, in final, o nuanta interogativa) sugereaza mirarea, dezorientarea si mahnirea celui care se considera nevinovat.
Al doilea laitmotiv se constituie, de fiecare data, in jurul versului al cincilea al strofei: „Mai stiu eu ce-as vrea s-ascult!", „Mai stiu eu ce-as vrea sa rump!", „Mai stiu eu ce-astept in prag!".
Dezorientat de atitudinea neasteptata a Linei, flacaul traieste o rasturnare de valori („Mi-e greu capul ca de lut") intuita cu finete de autor si sugerata prin repetitii si exclamatii: „Nu mai vine! / E tarziu si nu mai vine.L "—Timpul trairii se imparte intre un „ieri" (cand Lina il astepta in prag) si un „azi" (cand zavorul nu mai „suna"), iar ritualul iubirii nu mai poate fi reluat.
Transpunandu-se in sufletul celui care vorbeste, autorul reconstituie, cu ajutorul elementelor de peisaj, portretul fetei: glas de privighetoare, obraz ca floarea, ochi de cicoare; o comparatie de mare sugestie („Lina pe furis, ca dorul. / Pasea-n degete pridvorul / Si la mine-n prag venea ") completeaza acest portret.
Alcatuita ca un monolog (care ar putea fi recitat pe o scena) poezia „Manioasa" are un caracter reprezentabil. incadran-du-se in ceea ce Calinescu numea „poezie teatrala". Aceasta ar fi cea de a treia particularitate a lirismului obiectiv cosbucian.
Titlul poate fi inteles mai usor, daca apelam la strofa rămasa neinclusa in volum:
„Lina, numai ea frumoasa
Numai eu sa-i fi placut,
Si azi Lina-i manioasa!
Manioasa,
Ea chiar azi e manioasa
Si ma mir ce i-am facut!"
Avand un motiv, sau din cochetarie, tanara si-a schimbat atitudinea, situatie, de altfel, des intalnita intre indragostiti, adica tipica:
„ Toate aceste personaje sunt tipuri, nu individualitati. Subiectivitatea din majoritatea compunerilor lui G. Cosbuc nu numai ca este a personajului, in loc sa fie a autorului, dar ea este una tipizanta in loc sa fie individualizanta [...] Nu conteaza insul, ci specia, clasa sau genul din care el face parte [...] Numele li s-ar putea scrie cu majuscule: Ingenua, Cocheta, Manioasa, Dusmancele, Glumetul etc." (N. Manolescu).